# Heinz G. Konsalik
Heinz G. Konsalik, eigentlich Heinz Günther (* 28. Mai 1921 in Köln; † 2. Oktober 1999 in Salzburg), war einer der kommerziell erfolgreichsten deutschen Schriftsteller. Einige Werke veröffentlichte er unter verschiedenen Pseudonymen, etwa Jens Bekker, Stefan Doerner, Boris Nikolai oder Henry Pahlen. Konsalik war der Geburtsname seiner aus Bulgarien stammenden Mutter. Konsalik bekleidet nach Karl May und Helmut Rellergerd (John Sinclair) mit 85 Millionen Büchern Platz 3 der Autoren mit den meistverkauften Büchern Deutschlands.

## Leben

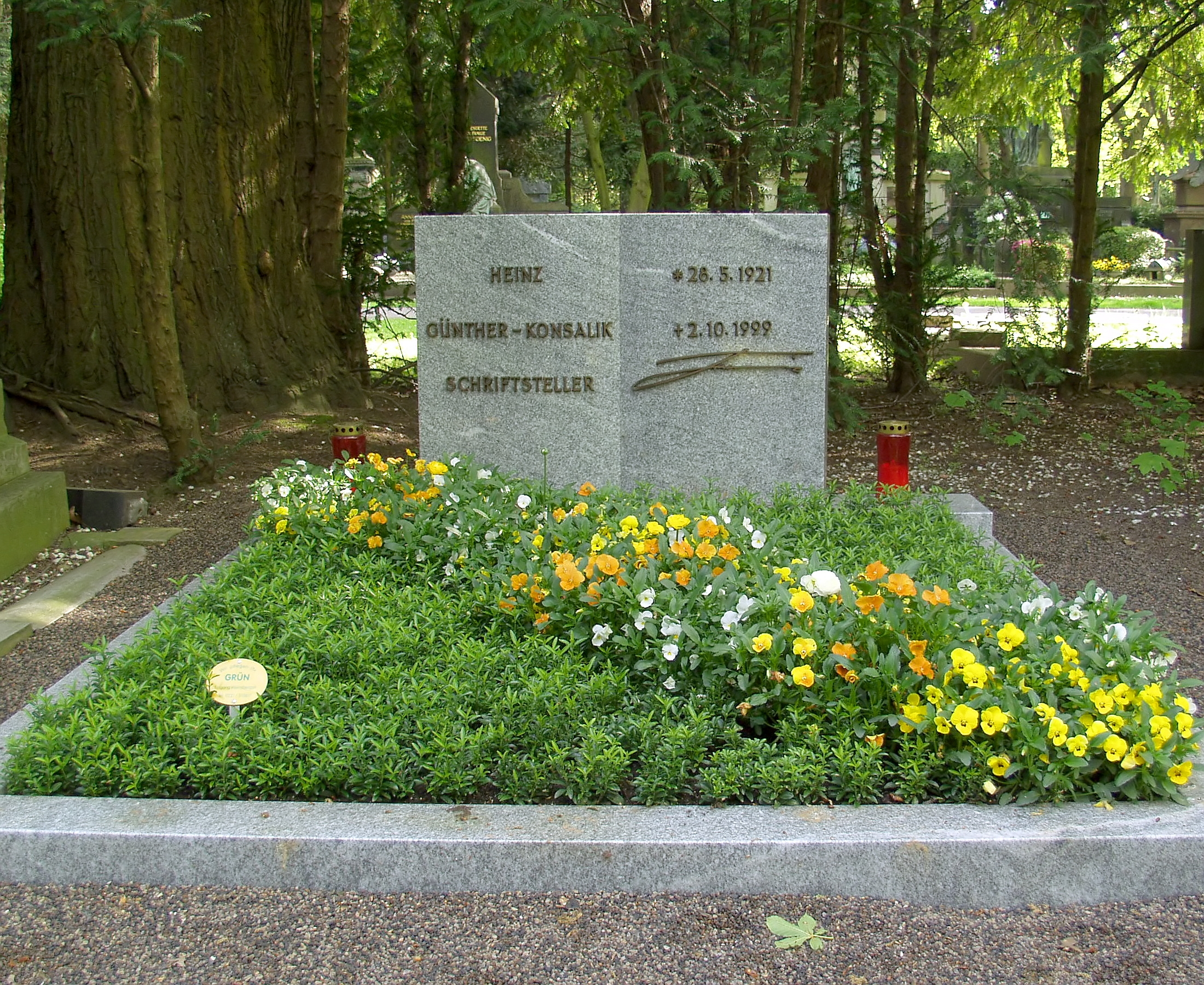
Grab von Heinz G. Konsalik auf dem Melaten-Friedhof in Köln

Heinz Günther entstammte nach eigenen unbestätigten Aussagen einem alten sächsischen Adelsgeschlecht (Freiherren von Günther, Ritter zu Augustusberg), das seinen Titel in der wilhelminischen Zeit ablegte. Sein Vater war Versicherungsdirektor. Bereits mit zehn Jahren schrieb Günther einen ersten Wildwestroman.

### Leben und Wirken im Nationalsozialismus
Bereits im Alter von 16 Jahren verfasste Heinz Günther Feuilletonbeiträge für Kölner Zeitungen. 1938 veröffentlichte er sein nach eigener Einschätzung „erstes brauchbares Gedicht“. Am 31. August 1939 stellte er als Obersekundaner die heroische Tragödie Der Geuse fertig. Danach trat er der Hitlerjugend, Gebiet 11 Mittelrhein, bei. Im Dezember 1939 nahm er eine Tätigkeit bei der Gestapo auf. Sein nächstes Drama, das er im März 1940 beenden konnte, hieß Gutenberg. Im gleichen Jahr bemühte sich Günther um Aufnahme in die Reichsschrifttumskammer, was aber zunächst abgelehnt wurde, weil der Umfang seiner schriftstellerischen Tätigkeit noch zu gering war. Bald darauf erfüllte er die Aufnahmevoraussetzungen jedoch und erhielt die für die regelmäßige Veröffentlichung von literarischen Erzeugnissen erforderliche Kammermitgliedschaft.
Nach dem Abitur am Humboldt-Gymnasium Köln studierte er Medizin, später wechselte er zu Theaterwissenschaften, Literaturgeschichte und Germanistik. Im Zweiten Weltkrieg wurde er Kriegsberichterstatter in Frankreich und kam als Soldat später an die Ostfront, wo er in der Sowjetunion schwer verwundet wurde (Armverwundung bei Smolensk).
In seinem Foto-Bilderbuch schildert er Eindrücke aus Stalingrad:

„Man stirbt nicht mit einem Hurra auf den Lippen, sondern mit einem Schrei, einem Wimmern und Stöhnen, einem Brüllen vor Schmerzen und einer Verzweiflung, die unbeschreiblich ist. (…) die Angst packt einen, der Körper ist zerfetzt und blutet aus, man kriecht über die Erde und brüllt »Sanitäter! Sanitäääter!«; und dann liegt man da, von Schmerzen zerrissen, und keiner hilft einem, die Erde bebt unter den Granateinschlägen, die Panzer rollen auf einen zu,
man sieht sie kommen, man möchte wegkriechen, aber es geht ja nicht, man ist ja nur noch ein Klumpen blutigen Fleisches, und die Ketten kommen näher, immer näher, man sieht den Tod, man weiß, daß man gleich in die Erde gewalzt wird, ein Tod aus 30 Tonnen Stahl, rasselnd wie hunderttausend Kastagnetten … und dann schreit man, schreit und betet und ruft nach der Mutter...und krepiert. Das ist der Heldentod! (…) In Stalingrad wurden 364000 Männer von einem Mann, der Adolf Hitler hieß, kaltblütig in den Tod gejagt, mit vollem Wissen, daß es für diese Männer nie eine Rettung geben wird. Und die Generale ließen es geschehen, im Führerhauptquartier, im OKH, in der Heeresgruppe Don und in Stalingrad selbst, wo ein Generalfeldmarschall Paulus solange zögerte und an seinen »Führer« glaubte, bis seine Armee in den Kellern und Löchern buchstäblich verfault, verhungert und ausgeblutet war. Ist das nicht Wahnsinn?“

Später sollte er seine Kriegszeit in Russland als „ungeheure Schule“ bezeichnen.

### Erfolg als Schriftsteller nach dem Krieg
Nach seiner Rückkehr aus dem Krieg zog er zu seiner Mutter, die von Köln nach Attendorn im Sauerland evakuiert worden war. Er arbeitete zunächst als Verlagslektor, dann als Redakteur und schließlich als stellvertretender Chefredakteur der Lustigen Illustrierten sowie als Dramaturg. Seinen ersten Roman Liebesspiel mit Jubilar (später in Der Gentleman umbenannt) veröffentlichte er 1948 als Heinz Günther Konsalik. Später kürzte er seinen Familiennamen ab.
Heinz Konsalik lebte zunächst weiterhin in Attendorn. Seine Ehefrau Elsbeth, mit der er die Töchter Almut (1951) und Dagmar (1955) bekam, war dort Lehrerin. Später zog er mit seiner Familie nach Aegidienberg, einem Stadtteil von Bad Honnef, der nach ihm im Volksmund „Konsalik-Hügel“ getauft wurde. Er besaß in dem Ort unter anderem drei Bungalows mit Rosengarten, Schwimm- und Grillhalle sowie Pferdeställe, die von seinen beiden Töchtern genutzt wurden. Konsalik war Musikliebhaber, hörte gerne Wagner und Tschaikowski und besuchte regelmäßig die Wagner-Festspiele in Bayreuth.
Seit 1951 war Konsalik freier Schriftsteller und gehörte spätestens nach dem Erscheinen von Der Arzt von Stalingrad (1956) zu den erfolgreichsten Autoren der Unterhaltungsliteratur. Wegen des Romans Der Arzt von Stalingrad erhielt Konsalik erst 1987 eine Einreiseerlaubnis in die UdSSR.
Konsalik empfahl seinen Lesern Ein Kreuz in Sibirien für einen Mann, Eine glückliche Ehe für eine Frau und Zum Nachtisch wilde Früchte für einen Jugendlichen zu lesen. Als einer der „Macher“ hinter Konsaliks Bestsellererfolgen galt der Medienmanager Josef von Ferenczy.
Konsaliks Romane wurden von verschiedenen Verlagen vertrieben: seinem eigenen Hestia-Verlag in Bayreuth, dem Bertelsmann-Verlag in München und dem Heyne Verlag, der die Taschenbuchausgaben produzierte, sowie dem Goldmann Verlag in Lichtenberg, Lübbe und Schneekluth. In Südafrika wurde Konsalik der populärste deutsche Autor. Zielgruppe seiner publikumsfreundlichen Romane waren alle sozialen Schichten. Vorabdrucke erschienen regelmäßig in Zeitschriften wie Quick oder Bunte.
1984 veröffentlichte Konsalik mit Die strahlenden Hände seinen einhundertsten Roman. Konsalik hatte damals eine Weltauflage von 65 Millionen Büchern in 22 Sprachen. Sein eigener Verlag Hestia feierte den Erfolg mit den Worten: „Jede 10. Sekunde – ob am Tag oder in der Nacht – erwirbt irgendwo auf der Welt jemand ein Konsalik-Buch. Jährlich werden rund um den Erdball mindestens 3,2 Millionen Konsalik-Romane verkauft.“
Einige Romane Konsaliks wurden verfilmt, darunter Der Arzt von Stalingrad (1958, mit Mario Adorf und Michael Ande), Strafbataillon 999 (1959) oder Liebesnächte in der Taiga (1967). Die Auflage von Der Arzt von Stalingrad erhöhte sich nach der Verfilmung von 8000 auf 80.000 Exemplare. Strafbataillon 999 wurde noch 1985 im westdeutschen Fernsehen gezeigt. Das dem Film zugrunde liegende Buch, das die Erlebnisse von todgeweihten Soldaten eines Strafbataillons beschreibt und 29 Auflagen erreichte, wurde vom Verlag als „hart“ und „realistisch“ bezeichnet. 1985 wurde Liebe läßt alle Blumen blühen vom NDR verfilmt. Der Film wurde wegen seiner dilettantischen Machart nach der Ausstrahlung heftig kritisiert. So spottete das Magazin Der Spiegel, das Drehteam sei wohl von der Devise ausgegangen: „Wer Konsalik liest, glaubt alles.“ Konsalik sagte über seine beiden Werke Der Arzt von Stalingrad und Sie waren zehn, sie seien so geschrieben, „wie sie es haben wollen“.
Im Alter von 75 Jahren wurde Konsalik von seinem Anlageberater betrogen und verlor ein angelegtes Vermögen von 9 Millionen DM inklusive aller Rechte an seinen Büchern. Der Autor erholte sich von dem Verlust durch die Einnahmen aus seinen neuen Werken.
Die letzten sieben Jahre seines Lebens verbrachte Konsalik getrennt von seiner Ehefrau Elsbeth in Salzburg, wo er mit der 44 Jahre jüngeren Chinesin Ke Gao zusammenlebte. Es gibt Vermutungen, er habe in den letzten Jahren nicht mehr selbst geschrieben, sondern Ghostwriter beschäftigt, die zumindest Teile der Recherche erledigten oder die Projekte in Anbetracht der zeitlich eng gesetzten Abgabetermine der Verlage auch selbst übernahmen. Dies wurde von Konsaliks Tochter Dagmar Stecher-Konsalik allerdings dementiert. Sie bezeichnete die Kooperationen mit Dienstleistern relativierend als „Bearbeitung, Zuarbeitung und Ausarbeitung“. Seine Tochter äußerte sich einmal zu dem Werk ihres Vaters wie folgt:

„Ich muß den ganzen Schrott herausbringen, den du schreibst.“

Peter Heim, ein befreundeter Autor (Verfasser der Romane zu TV-Serien wie Die Schwarzwaldklinik oder Trauminsel), der auf Mallorca lebte, soll in dieser Zeit einen Teil von Konsaliks schriftstellerischen Aufgaben übernommen haben. Heim und Konsalik hatten in den 1960er Jahren für die Illustrierte Quick zusammen Serien geschrieben. Das Werk Im Auftrag des Tigers (1996), das als 150. Konsalik-Buch vermarktet wurde, war tatsächlich von Peter Heim verfasst, obwohl es für Konsalik typische Formulierungen enthält.
Als der schwer zuckerkranke Konsalik im Alter von 78 Jahren in seinem Salzburger Haus an einem Schlaganfall verstarb, hatte er mit seinem Lebenswerk von 155 Romanen, die in 43 Schaffensjahren entstanden und von „Kriegsalltag, Gewalt, Sex und anderen Trivialitäten“ handeln, eine Weltauflage von 83 Millionen erreicht. Einen Monat nach seinem Tod meldete die Hamburger Morgenpost, Konsalik habe bereits 45 neue Titel in Bearbeitung gehabt, die in seinem Nachlass entdeckt worden seien. Sein Agent Reinhold Stecher relativierte den Fund, indem er angab, dass es sich nur um zwei unvollendete Manuskripte und diverse stichwortartige Ideensammlungen gehandelt habe.

## Belletristisches Schaffen
Konsaliks Werk besteht fast ausschließlich aus Romanen im Umkreis der Genres Liebes- und Familienroman, Kriegsroman und Arztroman. In vielen seiner Romane befasst er sich mit deutschen Soldaten während des Zweiten Weltkriegs in der Sowjetunion. Hauptthema vieler seiner Bücher war die Sinnlosigkeit des Krieges, wobei zum Zeitpunkt seiner größten Erfolge noch zahlreiche Mitglieder jener Generation am Leben waren, die den Zweiten Weltkrieg unmittelbar als Soldaten oder zumindest als deren Angehörige in der Heimat erlebt hatte.
Der Kriegsroman Sie fielen vom Himmel wird folgendermaßen geschildert: „Pervitinsüchtige Truppenärzte spielen die Glanzrollen in diesem Roman, der trotz verwirrender Handlungsfülle gleichmäßig langweilig bleibt. Offiziere mit hohen Namen meditieren in sentimentalem Edelmannsdeutsch zu früh über Kriegs- und Kollektivschuld. Unteroffiziere und Mannschaften fechten wie Berserker und reden wie Neurotiker. Höhe- und Schlußpunkt der Kolportage: Fallschirmjäger springen in die zerbombte Benediktiner-Abtei auf dem Monte Cassino, unter ihnen eine in Leutnantsmontur steckende Krankenschwester, die es zum geliebten Stabsarzt zieht.“
Der Roman Zum Nachtisch wilde Früchte hat zum Leitmotiv, dass Personen, die alles wie den Krieg, den Hunger und die sibirische Gefangenschaft erlebt haben und hoch steigen, auch wieder tief fallen können. Major a. D. Konrad Ritter, ein unverbesserlicher Revanchist, ist eine der Figuren, die sich nach dem Krieg im permanenten Spannungsfeld mit der Moderne befinden.
Über die Thematik des Romans Strafbataillon 999 äußerte sich Konsalik wie folgt:

„Ein Strafbataillon war eine Einheit, die aus lauter Todeskandidaten bestand, genauer – aus etwa 95 bis 98 Prozent Todeskandidaten. Aber Todeskandidaten waren in dieser Zeit ja fast alle Uniformierten, auch wenn die Verlustquoten bei anderen Einheiten nicht so groß waren.“

Ein Hauptmann, Figur in Konsaliks Erzählung, beschrieb die Angehörigen eines Strafbataillons so: „Diese Menschen haben keine Vergangenheit mehr. Sie sind Schützen in einem Strafbataillon. Schützen ohne Gewehre. Die Ehre, Waffen zu tragen, haben sie sich verscherzt. Es bleibt ihnen nur noch die Ehre, sterben zu dürfen.“ Der Roman sowie die Verfilmung Strafbataillon 999 bedienten sich der einfachen Charakterisierung der Menschen: „der edelmütigern Arzt und Forscher mit dem obligatorischen Selbstversuch, die anständigen Offiziere und die schikanösen Unteroffiziere, das liebende Russenmädchen und den brutalen Partisanen, den derb-humorvollen ‚Schützen Arsch‘ mit ostpreußischem Dialekt und den Leutnant mit Ordensburg-Vergangenheit“.
Über seine zur Trivialliteratur zählenden Werke, die von einigen Kritikern als „Herz-Schmerz-Schmalz mit teutonischer Landser-Rhetorik“ bezeichnet wurden, sagte er selbst: „Ich schreibe nur für meine Leser, ich bin Volksschriftsteller“. In Spanien wurde sein Roman Gefährliches Paradies mit dem Slogan „Während Ihre Waschmaschine wäscht, lassen Sie sich von Konsalik ins Paradies entführen“ beworben. Er sah sich selbst als „Märchenerzähler für Erwachsene“. In der heutigen Literaturszene werden inhaltlich flache Bohlen-Biografien mit der Trivialliteratur Konsaliks gleichgesetzt.

### Arbeitsweise und Schreibstil
In einem Interview aus dem Jahr 1982 behauptete Konsalik, dass er außer seiner Schreibarbeit keine weiteren Hobbys habe und sich in der Zurückgezogenheit seines Hauses in Attendorn ausschließlich seinem Werk widme, sodass er jährlich auf zwei bis vier fertige Romane komme. Um das Alltagsleben, das Schreiben von Autogrammen und die Leserpost kümmerte sich seine Ehefrau Elsbeth, die als Teil des „Schreibunternehmens Konsalik“ fungierte.
Konsalik schrieb seine Werke auf seiner Schreibmaschine, die er Monika nannte. Er arbeitete überwiegend in seinem Arbeitszimmer, abgeschirmt vom Telefon oder anderen Störungen. Das Exposé umfasste häufig nur eine Seite mit einem rohen Inhaltsaufriss; der Rest entstand während des Schreibens. Konsalik schrieb die Szenen so auf, wie sie vor seinem geistigen Auge entstanden; die Phase des „Schreibflusses“ beschrieb er als eine Art „Trance“. So ergaben sich seiner Meinung nach aus dem Dialog der Figuren heraus neue Handlungsstränge, die so vorher noch nicht eingeplant waren. Seine Figuren würden sich nach einiger Zeit „verselbstständigen“ und ein Eigenleben entwickeln. Am Schluss des Buches liefen dann wieder alle Handlungsstränge zusammen. Der Autor gab an, keinerlei Änderungen, Streichungen etc. an seinen Manuskripten vorzunehmen; seine Frau liefere an den Verleger stets die Rohfassungen.
Da Konsalik häufig mangelnde Recherche vorgeworfen wurde, achtete er später in einigen seiner Werke verstärkt auf den Wirklichkeitsgehalt und die Stimmigkeit der sachlichen Hintergründe seiner Erzählungen. Die Stationen aus dem Buch Transsibirien Express wurden beispielsweise vom Reiseschriftsteller Hans-Otto Meissner nachbereist und auf Realitätstreue geprüft.
Als Grundlage für den Erfolg als Schriftsteller mit über 139 Romanen und 75 Millionen verkauften Exemplaren nannte Konsalik seine Selbstdisziplin, die ihm sein Vater beigebracht habe. Zu seinen Lebensmottos gehörte der Ausspruch: „Nichts ist so hart, dass man es nicht ertragen könnte.“ Abgabetermine, die ihm von den Verlagen verbindlich vorgegeben wurden, hielt Konsalik ein.
Die in seinen Erzählungen behandelten Themen stammten überwiegend aus dem selbst erlebten Kriegsalltag an der Ostfront: Essen, Alkohol und Sex. Konsalik beschrieb Männer von „saumäßigem Charme“, die auf gut Deutsch „den Arsch zusammenkneifen“ und sich schnüffelnd erinnern, wenn es „gegen den Wind stinkt wie eine Kompanie voller Schweißfüße“. Bereits als Kriegsberichterstatter war er mit seinem Artikel Hinter den Fronten stehen die Herzen, anstatt vom Vormarsch der Wehrmacht zu berichten, auf die psychologische Seite der Kriegführung eingegangen.
Ein bevorzugtes Motiv Konsaliks war die Weite Russlands, die er in den Romanen Himmel über Kasakstan, Ninotschka, Natascha, Die Verdammten der Taiga, Liebesnächte in der Taiga, Liebe in St. Petersburg, Liebe am Don, Kosakenliebe und Die Tochter des Teufels behandelte, wobei letzterer von der Tochter Rasputins erzählt.
Dabei wurde Konsalik schon früh ein pathetischer Schreibstil attestiert. Als Beleg dafür wurden oft Textstellen aus Der Arzt von Stalingrad genannt (z. B. „Wie gut ist die Nacht. Wie still, wie sanft, wie willig die Gedanken eines schmutzigen deutschen Kriegsgefangenen. Ich glaube, daß Gott auch über Russland blickt“) oder („Wolga wie fließendes Silber, breit, herrlich, still“).

„Ja, aber ich liebe die Russen. Sie werden es nicht glauben, jedes dieser Bücher ist eine Liebeserklärung an Rußland. Der russische Mensch ist seinem Wesen nach grausam. Ein Boris Godunow oder ein Iwan der Schreckliche wären im westlichen Kulturkreis gar nicht möglich gewesen. Der Russe ist geprägt durch die Landschaft, das weite asiatische Land. Die asiatische Grausamkeit ist ein Begriff. Der Asiate ist im Erfinden von Grausamkeiten unschlagbar. Wer wäre denn bei uns auf die Idee gekommen, einem Gefangenen Bambusstäbchen in die Finger zu treiben und anzuzünden als Foltermaßnahme? Gut, in den deutschen Konzentrationslagern gab es auch wunderbare Foltermethoden. Aber das war noch harmlos. Als der Russe in Ostpreußen einmarschierte, hat er die Pastoren an den Türen ihrer Kirchen lebendig festgenagelt. Der russische Mensch ist von der Mentalität her ein gespaltenes Wesen, einerseits der Weiche, Sentimentale, andererseits der Unbeherrschte, Brutale. Das macht auch seine Vitalität aus. Der Westen ist in höchstem Maße degeneriert und verfault. Der Russe ist eine so unbändige Kraft, der rechnet über Generationen. Der braucht nur zu warten, bis sich der Westen von selbst zerstört.“

Nach Aussage des Exilrussen Wladimir Kaminer habe Heinz G. Konsalik „mehr über die Taiga geschrieben als der gesamte sowjetische Schriftstellerverband“.

„Es gab eine Situation, als ich verwundet wurde, in der ich vollkommen allein war und nicht wußte, bleibt dieses Nichts oder kommt noch jemand. Ich hatte noch Glück gehabt. Der Schuß hatte nur meinen Arm zertrümmert. Hätte ich eine andere Bewegung gemacht, wäre er direkt ins Herz gegangen. Ich bin dann auf einem Schlitten von der Front zum Gefechtsstand geschoben worden. Da lag ich nun, blutverschmiert, auf diesem Schlitten, eingewickelt in Decken. Man hatte mich einfach da abgestellt, aber der Krieg ging weiter. Ich lag da, konnte mich nicht bewegen und wußte nicht, bleibt das so? Krepierst du jetzt? Dann kam eine gewisse Gleichgültigkeit. Man wird irgendwie wurstig. Ich habe die Augen zugemacht und gedacht, was soll’s, schreien hilft nichts, wegkriechen kannst du nicht. Wohin mitten in Rußland? Was willst du machen? Entweder sie holen dich, dann bist du gerettet, oder du stirbst hier. Sie haben mich dann geholt und zum Verbandsplatz gebracht. Von da an war alles wieder wie vorher. Ich lebte.“

Die Tatsache, nicht Arzt geworden zu sein, wurde für Konsalik ein Trauma, das sich ebenfalls durch sein literarisches Werk zieht, wie z. B. Privatklinik, Diagnose Krebs, Das geschenkte Gesicht oder Engel der Vergessenen. In Die Begnadigung fühlte sich Konsalik durch das Schicksal der Hildegard Knef sehr berührt und beschäftigte sich mit dem ernsten Thema Krebs, der seiner Meinung nach in Kürze heilbar sein würde.
Konsaliks Romane, die immer wieder alte Vorurteile und Klischees bedienen, werden als „autoritär“ beschrieben. Immer wieder greift er die Lasterhaftigkeit der oberen Zehntausend an, die Machtkonzentration der Konzerne und Kapitalisten und beklagt die „Schattenseiten der Republik“. Er nimmt Partei für den kleinen Mann auf der Straße, ist dabei jedoch nur ein Voyeur. Die BILD-Zeitung beschrieb Konsalik als „Mann, der mit den Zähnen lacht“.
Der Arzt von Stalingrad zeichnet folgendes Bild: „Deutsche in einem Gefangenenlager, harte Männer, ehrliche Soldaten. Recht anständige Russen, ein bißchen primitiv und barbarisch, aber brav und sauber. Dann eine russische Ärztin. Ein animalisches bolschewistisches Vollweib, leidenschaftlich mit blitzenden Zähnen, und ein russischer Arzt, der ist eigentlich auch in Ordnung. Und dann kommt noch ein besonderer Typ vor. Schlitzäugig, klein, wieselflink, mit schmutzigen Haaren, von allen abgelehnt. So eine kleine schleimige Ratte. Das war ein jüdischer Dolmetscher.“
Konsalik bevorzugte eine volksnahe und allgemeinverständliche Sprache und schuf Figuren, in die sich der Leser schnell hineindenken kann. In Leserbriefen las er häufig den Satz: „Ich hätte genauso gehandelt und genauso gesprochen.“ In seinem Roman Frauenbataillon finden sich derbe Formulierungen wie etwa, dass „russische Scharfschützinnen deutsche Soldaten abknipsen“, „todbringende Jägerinnen“ und zugleich „geile Amazonen“ mit „Mandelaugen“ und „kleinen harten Brüsten“. Sein einseitiges Frauenbild, „Lange schwarze Haare … Zweidrittel Beine, das andere Kurven!“, wird als stark sexistisch kritisiert. Häufig benutzt er bei der Beschreibung der Frauenfiguren in seinen Romanen Vergleiche aus dem Tierreich. „Raubtier“, „Wolf“, „Tiger“, „Stute“. Sex mit der grünäugigen Lilli: „Wie ein Schweinchen quiekte sie auf, wenn man sie liebte …“. Extrem in der Person der Russin Dr. Alexandra Kasalinsskaja in Der Arzt von Stalingrad: Einerseits schreibt sie todkranke Männer arbeitsfähig und andererseits verzehrt sie sich bis zum Selbstmord vor Lust und Verlangen. Das in einer bewaldeten Niederung gelegene Lager 5110/47 wird zum Ort der Sensationen, zu einem Drama aus Liebe, Hass und Eifersucht.
Zur Intention seines Schreibens gab Konsalik an, sein Ziel sei es, den Leser zu unterhalten und ihn mit Liebesromanen wie Wer stirbt schon gern unter Palmen? in eine exotische Wunschwelt zu entführen oder ihn mit Kriegsromanen Abenteuer erleben zu lassen. Sein schriftstellerisches Werk sei eine Möglichkeit für den Leser, dem Alltag zu entfliehen. Die Menschen seien an dem Schicksal von Personen interessiert, die eine höhere soziale Stellung einnähmen als sie selbst. „Ich will nicht wissen, wie die Putzfrau, sondern wie der Chefredakteur lebt.“ Die weltgewandten und liebeserfahrenen Protagonisten seiner Erzählungen entsprechen häufig dem idealisierten Typus eines Menschen.

### Rezeption
In einer Umfrage über den bekanntesten deutschen Schriftsteller der 1990er Jahre gelangte Konsalik, von 70 % der Befragten gewählt, nach Günter Grass und Johannes Mario Simmel auf Platz 3.
Der Berliner Literaturwissenschaftler Matthias Harder wies in Konsaliks Schaffen und Gedankenwelt zahlreiche nationalsozialistische Tendenzen nach. So habe er gegen das „semitisch-marxistische Theater“ der Weimarer Republik protestiert, das „Weltbild des germanischen Blutes“ vom bösen „jüdischen Willen“ bedroht gesehen und 1940 ein pathetisches Theaterstück über die Hitlerjugend verfasst. Der in Köln ansässige Autor Wolfgang Bittner warf Konsaliks Werk „faschistoide Tendenzen“ vor und wandte sich gegen die Förderung von vier Romanen Konsaliks durch die Filmstiftung Nordrhein-Westfalen mit vier Millionen DM, woraus sich eine öffentliche Kontroverse entwickelte. Kritiker wie Lew Kopelew hielten Konsalik für ein Symbol des Revanchismus in Westdeutschland, der Germanist Karl Otto Conrady hielt ihn für einen „neofaschistischen Propagandisten des Kalten Krieges“.
Wladimir Kaminer sagt über das Grundmuster der Konsalik-Romane: „Ein deutscher Kriegsgefangener mit masochistischen Zügen verliebt sich in dem roten Riesenreich in eine dominante russische Frau in Uniform und (sehr wichtig) Riesenbrüsten.“
Konsalik äußerte sich wiederholt negativ über die deutsche Presselandschaft: „Einen Brückenkopf in Russland zu halten, ist einfacher, als der Infamie eines deutschen Magazins zu widerstehen.“ Über das Fernsehen sagte er: „… das Fernsehen hat doch alles zur Sau gemacht. Damit müssen wir leben. Das ist Meinungsfreiheit.“
Die Fachgruppe Buchhandel der Gewerkschaft Handel, Banken und Versicherungen (HBV) verlieh Konsalik auf der Frankfurter Buchmesse 1981 den „Kriegspreis“, da er in seinen Romanen Frauenbataillon und Sie waren zehn den Krieg verherrlicht habe.
Die Figur des schriftstellernden ehemaligen SS-Offiziers Heinz in dem Erfolgsroman Populärmusik aus Vittula des schwedischen Autors Mikael Niemi (2000, deutsch 2002) greift in vielen Details auf Konsalik als reales Vorbild zurück.

## Audios
- Über den Auflagenkönig Heinz G. Konsalik Der Schund der frühen Jahre, Deutschlandfunk-Feature von Rolf Cantzen und Michael Reitz, 7. Mai 2021
- Schreiben im Akkord Ressentiments und Ruhm, Bayern 2, von Rolf Cantzen und Michael Reitz , 25. Mai 2021

## Werke

### Romane (Auswahl)

#### 1940er Jahre
- Liebesspiel mit Jubilar. Roman einer frühlingsbunten Liebe. Renaissance, Düsseldorf 1948.
  - neu herausgegeben als: Der Gentleman. Heyne, München 1981, ISBN 3-453-01259-3. Der Spiegel Taschenbuch-Bestseller # 6.[35]

#### 1950er Jahre
- Niemand lebt von seinen Träumen. Hönne Verlag, Balve. 1954. ISBN 3-453-18548-X. Der Spiegel Taschenbuch-Bestseller # 7.[36]
- Die Straße ohne Ende. Roman eines algerischen Abenteuers. Zimmermann, Balve 1956; Goldmann, München 1992, ISBN 3-442-41218-8.
- Der Arzt von Stalingrad. Kindler, München 1956; Heyne, München 1989, ISBN 3-453-03322-1.
- Viele Mütter heißen Anita. Zimmermann, Balve 1956. ISBN 978-3-453-00440-5.
- Sie fielen vom Himmel. Schneekluth Verlag, Darmstadt 1958. ISBN 978-3-453-00073-5.
- Das Schloß der blauen Vögel. Lichtenberg, München 1968; Editionnova, Rudersberg 2010, ISBN 978-3-941329-35-5.
- Die Rollbahn. Aktueller Buchverlag, Bad Wörishofen 1959, ISBN 978-3-453-00049-0.
- Strafbataillon 999. Kindler, München 1959; Neuer Kaiser, Klagenfurt 2007, ISBN 978-3-7043-1437-6.

#### 1960er Jahre
- Der letzte Karpatenwolf. Hestia Verlag, Bayreuth 1961. ISBN 978-3-453-00154-1.
- Das geschenkte Gesicht. Kindler Verlag, München 1962. ISBN 3-453-00184-2.
- Das Herz der 6. Armee. Lichtenberg Verlag, München 1964, ISBN 978-3-453-77220-5.
- Liebesnächte in der Taiga. Lichtenberg Verlag, München 1966. ISBN 978-3-641-14093-9.
- Manöver im Herbst. Goldmann Verlag, München 1967. ISBN 978-3-442-03653-0.
- Die Tochter des Teufels, Lichtenberg, München 1967; Heyne, München 1971, ISBN 3-453-00168-0.
- Liebe auf heißem Sand. Lichtenberg Verlag, München 1967. ISBN 978-3-453-19997-2.
- Zum Nachtisch wilde Früchte. Lichtenberg Verlag, München 1967. ISBN 3-453-00142-7.
- Bluthochzeit in Prag. Hestia Verlag, Bayreuth 1969. ISBN 3-442-41325-7.

#### 1970er Jahre
- Liebe am Don. Hestia, Bayreuth 1970; Bastei Lübbe, Bergisch Gladbach 2004, ISBN 3-404-15180-1.
- Agenten lieben gefährlich. Juncker Verlag, München 1970. ISBN 3-453-00283-0.
- Heiß wie der Steppenwind. Hestia Verlag, Bayreuth 1971. ISBN 978-3-404-15460-9.
- Wer stirbt schon gerne unter Palmen? Band 1: Der Vater. Hestia Verlag, Bayreuth. 1972. ISBN 3-404-14914-9.
- Wer stirbt schon gerne unter Palmen? Band 2: Der Sohn. Hestia Verlag, Bayreuth. 1973. ISBN 978-3-404-11080-3.
- Der Leibarzt der Zarin. Bastei-Lübbe Verlag, Bergisch Gladbach 1972. ISBN 978-3-641-13461-7.
- Ninotschka, die Herrin der Taiga. Bastei-Lübbe Verlag, Bergisch Gladbach 1973. ISBN 3-442-43034-8.
- Eine Urwaldgöttin darf nicht weinen. Heyne Verlag, München 1973. ISBN 3-453-00407-8.
- Die Verdammten der Taiga. Hestia Verlag, Bayreuth 1974. ISBN 3-453-04781-8.
- Ein Komet fällt vom Himmel. Heyne Verlag, München 1974. ISBN 3-453-00453-1.
- Transsibirien-Express. Heyne Verlag, München 1974. ISBN 3-442-35432-3.
- Wen die schwarze Göttin ruft. Heyne Verlag, München 1974. ISBN 3-442-35449-8.
- Im Tal der bittersüßen Träume. Bertelsmann, München 1975; Heyne, München 2014, ISBN 978-3-453-41825-7.
- Liebe ist stärker als der Tod. Hestia, Bayreuth 1975; Heyne, München 2014, ISBN 978-3-453-41781-6.
- Alarm! Das Weiberschiff. Heyne Verlag, München 1976. ISBN 3-453-00585-6.
- Bittersüßes 7. Jahr. Heyne Verlag, München 1976. ISBN 3-453-20699-1.
- Haie an Bord. Hestia Verlag, Bayreuth 1976. ISBN 978-3-453-21294-7. Der Spiegel Taschenbuch-Bestseller # 10.[37]
- Sie waren zehn. Bertelsmann, Gütersloh 1979; Goldmann, München 1982, ISBN 3-442-06423-6. Der Spiegel Taschenbuch-Bestseller # 9.[38]
- Die Erbin. Hestia Verlag, Bayreuth. 1979. ISBN 3-442-43959-0. Der Spiegel Taschenbuch-Bestseller # 9.[39]
- Liebe lässt alle Blumen blühen. Bastei-Lübbe Verlag, Bergisch Gladbach. 1979. ISBN 978-3-641-14092-2. Der Spiegel Taschenbuch-Bestseller # 9.[36]
- Der Fluch der grünen Steine. Goldmann Verlag, München. 1979. ISBN 978-3-641-14090-8. Der Spiegel Taschenbuch-Bestseller # 4.[40]

#### 1980er Jahre
- Die dunkle Seite des Ruhms. Heyne Verlag, München. 1980. ISBN 3-453-01145-7. Der Spiegel Taschenbuch-Bestseller # 3.[41]
- Es blieb nur ein rotes Segel. Bastei-Lübbe Verlag, Bergisch Gladbach. 1980. ISBN 3-404-11151-6. Der Spiegel Taschenbuch-Bestseller # 10.[36]
- Das unanständige Foto. Heyne Verlag, München. 1980. ISBN 3-453-01197-X. Der Spiegel Taschenbuch-Bestseller # 5.[42]
- Auch das Paradies wirft Schatten/Die Masken der Liebe (Zwei Romane). Goldmann Verlag, München. 1980. ISBN 3-442-03873-1. Der Spiegel Taschenbuch-Bestseller # 2.[43]
- Frauenbataillon. Hestia, Bayreuth 1981; Bastei Lübbe, Bergisch Gladbach 2002, ISBN 3-404-14684-0. Der Spiegel Taschenbuch-Bestseller # 6.[44]
- Der pfeifende Mörder. Heyne Verlag, München. 1981. ISBN 3-453-01355-7. Der Spiegel Taschenbuch-Bestseller # 4.[45]
- Wilder Wein/Sommerliebe (2 Romane). Goldmann Verlag, München. 1981. ISBN 3-442-06370-1. Der Spiegel Taschenbuch-Bestseller # 10.[39]
- Wie ein Hauch von Zauberblüten. Bertelsmann Verlag, München. 1981. ISBN 978-3-641-14094-6. Der Spiegel Taschenbuch-Bestseller # 10.[46]
- Frauen verstehen mehr von Liebe. Heyne Verlag, München 1982. ISBN 3-453-77005-6.
- Heimaturlaub. Hestia Verlag, Bayreuth 1982. ISBN 3-453-02121-5.
- Die Fahrt nach Feuerland. Heyne Verlag, München. 1982. ISBN 3-404-14718-9. Der Spiegel Taschenbuch-Bestseller # 7.[47]
- Der verhängnisvolle Urlaub. Heyne Verlag, München. 1982. ISBN 3-453-77005-6. Der Spiegel Taschenbuch-Bestseller # 10.[48]
- Mit Familienanschluss. Bastei-Lübbe Verlag, Bergisch Gladbach. 1982. ISBN 3-404-11180-X. Der Spiegel Taschenbuch-Bestseller # 9.[49]
- Die Liebenden von Sotschi. Bertelsmann Verlag, München 1982. ISBN 978-3-641-13458-7. Der Spiegel Taschenbuch-Bestseller # 8.[50]
- Der Dschunkendoktor. Heyne Verlag, München 1983. ISBN 3-453-87116-2.
- Ein Kreuz in Sibirien. Bertelsmann Verlag, München 1983. ISBN 3-442-06863-0. Der Spiegel Taschenbuch-Bestseller # 10.[51]
- Die strahlenden Hände. Hestia Verlag, Bayreuth 1984. ISBN 3-404-14232-2.
- Glück muss man haben. Heyne Verlag, München. 1984. ISBN 978-3-453-01647-7. Der Spiegel Taschenbuch-Bestseller # 5.[52]
- Promenadendeck. Blanvalet Verlag, München 1985. ISBN 978-3-453-77207-6.
- Gold in den Roten Bergen. Bastei-Lübbe Verlag, Bergisch Gladbach 1987. ISBN 978-3-641-13457-0.
- Das Bernsteinzimmer. Hestia Verlag, Bayreuth 1988. ISBN 3-453-16886-0.
- Die Bucht der schwarzen Perlen. Bastei-Lübbe Verlag, Bergisch Gladbach 1989. ISBN 3-404-25619-0.

#### 1990er Jahre
- Das Regenwald-Komplott. Hestia Verlag, Bayreuth 1990. ISBN 978-3-641-14089-2.
- Tödliches Paradies. Heyne Verlag, München 1990. ISBN 3-453-86297-X. ISBN 3-453-86297-X.
- Der Jade-Pavillon. Blanvalet Verlag, München 1991. ISBN 978-3-442-55471-3.
- Airport-Klinik. Heyne Verlag, München 1992. ISBN 978-3-641-14086-1.
- Öl-Connection. Blanvalet Verlag, München 1993. ISBN 3-7645-5895-4.
- Der schwarze Mandarin. 1994. ISBN 978-3-89457-047-7.
- Die Blut-Mafia. Bastei-Lübbe Verlag, Bergisch Gladbach 1994. ISBN 3-404-25614-X.
- Im Auftrag des Tigers. Heyne, München 1996, ISBN 3-453-09301-1.
- Dschungel-Gold. Blanvalet Verlag, München 1998. ISBN 3-442-35309-2.
- Das wilde Land (vollendet von Susanne Scheibler). Blanvalet, München 2001, ISBN 3-7645-0137-5.

### Dramen, Drehbücher
- Duell um einen Mann. Komödie in drei Akten, 1943.
- Das Florentiner Ei. 1946.
- Der Alchemist. 1948.
- Der Geheimnisträger. Film-Drehbuch 1975.

## Roman-Verfilmungen
- Der Arzt von Stalingrad, 1958, mit O. E. Hasse und Eva Bartok in den Hauptrollen, Regie: Géza von Radványi
- Strafbataillon 999, 1959 (Premiere 1960), mit Werner Peters, Heinz Weiss und Sonja Ziemann, Regie: Harald Philipp (auch als Ko-Drehbuchautor)
- Liebesnächte in der Taiga, 1967, mit Thomas Hunter und Marie Versini, Regie: Harald Philipp
- Champagner für Zimmer 17, 1969, Regie: Michael Thomas
- Schwarzer Nerz auf zarter Haut, 1970, Regie: Michael Thomas
- Das Schloß der blauen Vögel (Originaltitel: La bestia uccide a sangue freddo), 1972, mit Klaus Kinski, Regie: Fernando Di Leo, (Filmbeschreibung hat mit dem Buch von Konsalik nichts gemein)
- Wer stirbt schon gerne unter Palmen, 1974, mit Thomas Hunter, Regie: Alfred Vohrer
- Ein toter Taucher nimmt kein Gold, 1974, mit Horst Janson, Regie: Harald Reinl
- Der Geheimnisträger, 1975, mit Willy Millowitsch, Regie: Franz Josef Gottlieb
- Listen to my Story / … und die Nacht kennt kein Erbarmen (= Entmündigt), 1976, Regie: Jürgen Goslar
- Docteur Erika Werner, Fernsehserie (in sechs Teilen) 1978, mit Leslie Caron in der Titelrolle, Regie: Paul Siegrist
- Liebe lässt alle Blumen blühen, Fernsehfilm 1985, mit Beatrice Kessler und Giovanni Früh, Regie: Marco Serafini
- Mayday – Flug in den Tod, Fernsehfilm 1998, mit Robert John Burke, Annabeth Gish und Heinz Hoenig, Regie: Chris Bould
- Eine Sünde zuviel, Fernsehfilm 1998, mit Gudrun Landgrebe und Heiner Lauterbach, Regie: Udo Witte
- Liebe im Schatten des Drachen (nach Der schwarze Mandarin), Fernsehfilm 1998, mit Jürgen Prochnow, Regie: Otto Alexander Jahrreiss
- Eine Lüge zuviel (nach Zwei Stunden Mittagspause), Fernsehfilm 1998, mit Bernd Herzsprung, Regie: Thomas Jacob
- Dr. Berg – Nur das Leben zählt (nach Der rostende Ruhm), Fernsehfilm 1998, mit Rüdiger Vogler, Regie: Josée Dayan